# 巴哈馬 (北卡羅萊納州)
巴哈馬（英語：Bahamas）是位於美國北卡羅萊納州達勒姆縣的非建制地區。

## 歷史
巴哈馬的郵局自1891年營運至今。

## 地理
巴哈馬所處的海拔為高於海平面156米（即512英呎），而該地所採用的時區為UTC-5，即北美东部时区（EST）。同時該地設有夏令時間，為UTC-5調快一小時，即UTC-4（EDT）。